# Комуна (Падова)
Комуна је насеље у Италији у округу Падова, региону Венето.
Према процени из 2011. у насељу је живело 11 становника. Насеље се налази на надморској висини од 9 м.